# Neolithocolletis pentadesma
Neolithocolletis pentadesma là một loài bướm đêm thuộc họ Gracillariidae. Loài này có ở Indonesia (Java), Malaysia (Sarawak, Selangor), Philippines (Luzon) và Seychelles.
Sải cánh dài 4.4–5 mm.
Ấu trùng ăn Pterocarpus indicus và Pterocarpus javanicus. Chúng ăn lá nơi chúng làm tổ. 